# Ernest de Négrier
Ernest Frédéric Raphaël de Négrier est un général français né le 6 mai 1799 à Lisbonne et mort le 26 octobre 1892 à Paris.

## Biographie
Né à Lisbonne, il est le fils de François Gabriel de Négrier, lieutenant colonel, chevalier dans l’ordre de Saint-Louis. Son frère, le général François de Négrier est tué en 1848 ; son fils Oscar de Négrier est également général.

### Restauration
Engagé comme simple soldat à la légion départementale du Lot-et-Garonne en 1818, il devient caporal fourrier en 1819, sergent en 1820, puis sergent major. Il passe en 1820 au 50e régiment d’infanterie où il est nommé en 1822 sous-lieutenant aux gardes du corps du roi puis lieutenant en 1827.

### Monarchie de Juillet
Il passe au 54e régiment d’infanterie en 1830 où il est promu capitaine en 1835 puis est muté au 10e chasseurs d’Orléans en 1840.
Il participe aux combats en Afrique du 1er juin 1841 au 31 juillet 1848, il est fait chevalier de la Légion d'honneur en 1841, cité au combat de Siccach le 21/03/1842, puis de Bab el Tharza le 29/04/1842. Il est fait chef de bataillon au 41e régiment d’infanterie en 1843, prend la tête du 9e bataillon de chasseurs à pied en 1845 et il est promu officier de la Légion d'Honneur en 1847.

### Deuxième République et Second Empire
Il est nommé lieutenant colonel du 14e régiment d’infanterie en 1848 puis colonel du même régiment en 1851.
Il participe à la répression du soulèvement républicain contre le coup d'État du 2 décembre 1851 en France, puis combat en Orient du 11/01/1855 au 24/06/1856 où il reçoit la médaille de Crimée et est promu commandeur de la Légion d'Honneur en 1856.
Nommé général de brigade en 1857 il commande les subdivisions d’Aveyron et de Lozère, puis les Pyrénées-Orientales en 1858. Durant la campagne d’Italie en 1859 il commande la 2e brigade de la 2e division. Il a un cheval tué sous lui à la bataille de Solférino et est fait en 1859 Grand Officier de la Légion d'Honneur, valeur militaire de Sardaigne, Commandeur ordre militaire de Savoie. En 1859 il commande la subdivision de la Vienne avant d'être mis en réserve en 1861 puis être rappelé au service en 1870, comme commandant la subdivision de la Sarthe, puis la 18e division militaire, remis en réserve en 1871 puis en retraite en 1878.
Il est inhumé au cimetière du Père-Lachaise (33e division).